# Rosa Maria Laguna Valero
Rosa Maria Laguna Valero (1 de juliol de 1953) és una destacada patinadora i entrenadora catalana, campiona de Catalunya i d'Espanya de patinatge artístic i dansa, i campiona d'Europa en 1972.

## Trajectòria
Començà a practicar el patinatge el 1967, amb 13 anys. El 1971, va començar a combinar els seus estudis amb els seus entrenaments i donant classes a les nenes de segona categoria del seu mateix club. Entre els seus èxits esportius es troben, la Copa d'Europa en Villefranche, a França, i la Medalla d'Or de la Setmana de Garmisch, a Alemanya.
L'any 1976, després d'anys d'èxits i guardons, es retira de la competició però inicia la seva carrera com a entrenadora de la selecció espanyola de patinatge artístic. Aquell mateix any Rosa es casa amb el seu actual marit Jose Palomo, què va conèixer a Barcelona, i també abandona la pràctica del patinatge artístic par a exercir d'entrenadora la U.D. Horta. I més endavant de la selecció espanyola de patinatge artistic.
El 1980, conjuntamment amb el seu marit, decideix obrir un negoci dedicat en exclusiva a la venda i reparació d'articles de patinatge, "Tot Pati", que ha esdevingut una de les botigues dedicades al patinatge amb més tradició de Barcelona.
L'any 2014 continuava exercint com a entrenadora del que ha estat el club de la seva vida, el Club Pati Congres.

## Reconeixements
- El 1973 la Federació Catalana de Patinatge, amb l'adhesió del Comitè Nacional de Patinatge Artístic, li oferí un homenatge per la seva recent victòria en la Copa d'Europa de Patinatge de Villefranche, a França.[5]
- El 2012 la Federació Espanyola de Patinatge (FEP) li fa el lliurament de la medalla al mèrit esportiu[6]
- El 2014 va rebre el premi Mireia Tapiador a la Promoció de l'Esport dins del setè premi Dona i Esport, comncedit per l'Institut Barcelona Esports de l'Ajuntament de Barcelona.[7]